# Долженков, Кирилл Владимирович
Кирилл Владимирович Долженков (род. 20 апреля 2004, Москва) — российский хоккеист, нападающий. Мастер спорта России (2023).

## Биография
Начинал заниматься хоккеем в московском «Спартаке». В 2016 году перешёл в ЦСКА. С сезона 2021/22 в команде МХЛ « Красная армия». 20 сентября 2022 года в гостевом матче с «Куньлунем» (1:2 ОТ) дебютировал в КХЛ.
Победитель хоккейного турнира на юношеских Олимпийских играх 2020.
На драфте НХЛ 2022 года был выбран в 4-м раунде под общим 109-м номером клубом «Коламбус Блю Джекетс».